# Didymella avicenniae
Didymella avicenniae är en svampart som beskrevs av S.D. Patil & Borse 1985. Didymella avicenniae ingår i släktet Didymella, ordningen Pleosporales, klassen Dothideomycetes, divisionen sporsäcksvampar och riket svampar.   Inga underarter finns listade i Catalogue of Life.